# Edelmannsberg
Edelmannsberg este o arie protejată (arie specială de conservare — SAC, sit de importanță comunitară — SCI) din Germania întinsă pe o suprafață de 278 ha, integral pe uscat.

## Localizare
Centrul sitului Edelmannsberg este situat la coordonatele 50°45′16″N 11°05′22″E / 50.7544°N 11.0894°E.

## Înființare
Situl Edelmannsberg a fost declarat sit de importanță comunitară în septembrie 2000 pentru a proteja 1 specie de plante și 4 specii de animale. Situl a fost protejat și ca arie specială de conservare în iulie 2008.

## Biodiversitate
Situată în ecoregiunea continentală, aria protejată conține 7 habitate naturale: Cursuri de apă de la nivel de câmpie la nivel montan, cu vegetație Ranunculion fluitantis și Callitricho-Batrachion, Formațiuni de Juniperus communis pe lande sau pajiști calcaroase, Pajiști carstice calcaroase sau bazofile, de Alysso-Sedion albi, Pajiști uscate seminaturale și facies de acoperire cu tufișuri pe substraturi calcaroase (Festuco-Brometalia) (* situri importante pentru orhidee), Fânețe de joasă altitudine (Alopecurus pratensis, Sanguisorba officinalis), Grohotișuri medio-europene calcaroase, de la nivel colinar și montan, Păduri de stejar și carpen Galio-Carpinetum.
La baza desemnării sitului se află mai multe specii protejate:
- plante (1): papucul doamnei (Cypripedium calceolus)
- păsări (4): minunița (Aegolius funereus), ciocănitoare neagră (Dryocopus martius), sfrâncioc roșiatic (Lanius collurio), gaia roșie (Milvus milvus)

Pe lângă speciile protejate, pe teritoriul sitului au mai fost identificate 2 specii de plante, 3 specii de mamifere, 33 de specii de nevertebrate, 2 specii de reptile.